# تره‌برنو
تره‌برنو (انگلیسی: Terebreno) یک شهرک در بخش کراسنویاروژسکی استان بلگورود کشور روسیه است.